# Saint-Germain-de-Salles

Saint-Gérand-le-Puy este o comună în departamentul Allier din centrul Franței. În 1 ianuarie 2022 avea o populație de 426 de locuitori.